# (3663) Tisserand
(3663) Tisserand (1985 GK1) – planetoida z pasa głównego asteroid okrążająca Słońce w ciągu 5,6 lat w średniej odległości 3,15 au Odkrył ją Edward Bowell 15 kwietnia 1985 roku.